# Nolina cespitifera
El cortadillo o palmilla (Nolina cespitifera) es una planta de la familia Asparagaceae.

## Descripción
Plantas perennes arbustivas, sin tallo. Hojas lineares, dispuestas en el extremo del tallo principal, flexibles o rígidas, de márgenes enteros y finamente aserrados. Inflorescencia en forma de panícula de tipo racemoso, terminal.  Flor polígamodioica, campanulada, segmentos del perianto uninervados, persistentes, presentan 6 estambres, en las flores fértiles por lo general se presentan estaminodios, filamentos filiformes, anteras oblongas u ovoides, dorsifijas; ovario trilocular trilobado, con 2 óvulos por lóbulo, estigma sésil o con un estilo corto.  Fruto,  en forma de cápsula que aparenta tener tres dimensiones, de paredes infladas, con dehiscencia longitudinal. Semillas globosas u ovoides, de color café o negruzca y de testa delgada.

## Distribución
Nolina cespitifera es una especie nativa de México que se distribuye en el noreste del país, principalmente en los estados de Coahuila, sur de Nuevo León y norte de Zacatecas.

## Hábitat
Las poblaciones naturales del cortadillo en la región sur de Coahuila, se distribuyen en zonas con clima muy seco.  A nivel estatal se asocia con diversos tipos de vegetación, siendo los más característicos el matorral desértico rosetófilo, el Izotal, bosque de pino y bosques de encinos. La temperatura media anual varía de 12 a 22 °C con una precipitación promedio anual de 200 a 500 mm. Predomina en suelos cerriles con poca profundidad y pedregosos, en lomeríos pequeños y laderas de cerro con pendientes de, se distribuyen en un rango altitudinal de 1400 a 2280 m. Predomina en suelos delgados, que se originan de roca caliza,  en menor grado, esta especie se desarrolla también en suelos áridos ricos en materia orgánica.

## Estado de conservación
Es una especie de la cual se obtiene una fibra de alta resistencia, el cual puede ser un potencial en los estados del noroeste de México. La fibra de las hojas de esta planta se aprovecha para fabricar escobas, cepillos, muebles rústicos y cartuchos de explosivos. Sin embargo, existen estudios del INIFAP encaminados a la asesoría técnica sobre todo, la plantación de esta especie para su aprovechamiento. En México no se encuentra en ninguna categoría de protección de la NOM059. Tampoco está en alguna categoría en la lista roja de la IUCN (International Union for Conservation of Nature). Ni en CITES (Convención sobre el Comercio Internacional de Especies Amenazadas de Fauna y Flora Silvestres).
«l». Índice Internacional de Nombres de las Plantas (IPNI). Real Jardín Botánico de Kew, Herbario de la Universidad de Harvard y Herbario nacional Australiano (eds.).